# Okrąglica (Beskid Żywiecki)
Okrąglica (1239 m), (Krupowa Hala, 1238 lub 1247 m) – szczyt w Paśmie Policy, które w regionalizacji fizycznogeograficznej Polski według Jerzego Kondrackiego zaliczane jest do Beskidu Żywieckiego, w nowszej regionalizacji z 2018 roku do Beskidu Żywiecko-Orawskiego. Znajduje się w głównym grzbiecie tego pasma pomiędzy Kucałową Przełęczą (1148 m) a bezimiennym wierzchołkiem 1137 m. Z wierzchołka Okrąglicy w kierunku południowo-wschodnim ku dolinie Ciśniawy odchodzi boczny grzbiet pomiędzy doliną potoku Zakulawka a doliną Kamyckiego Potoku. Mniej więcej w połowie jego wysokości znajduje się na nim szczyt Kordelka (1025 m), a w górnej części grzbietu duża Hala Krupowa. Ze stoków północnych spływają źródłowe cieki potoku Skawica Sołtysia. W pobliżu wierzchołka znajdują się rozpadliny i niewielkie jaskinie, co nadaje otoczeniu dziki wygląd.
Tuż poniżej szczytu, na który prowadzi nieoznakowana ścieżka, stoi kaplica Matki Bożej Opiekunki Turystów oraz maszt telekomunikacyjny. Kaplicę, nawiązującą wyglądem do szałasu pasterskiego, zbudowano potajemnie w maju 1987 roku. Przez długi czas prowadząca do niej ścieżka znana była tylko wtajemniczonym. Obecnie we wnętrzu kaplicy umieszczono epitafia upamiętniające zmarłych ludzi gór. Co roku w pierwszą niedzielę października w kaplicy odbywa się msza dla uczestników zlotu turystycznego krakowskiego oddziału PTTK.
Przez Okrąglicę biegnie granica między wsią Skawica (stok północny) i Sidzina (stok południowy).

## Szlaki turystyczne
Przez sam wierzchołek nie prowadzą znakowane szlaki turystyczne. Najbliżej szczytu biegnie Główny Szlak Beskidzki na wschód od Kucałowej Przełęczy, trawersujący stok południowy. Można od niego leśną drogą podejść na polankę z kapliczką i przekaźnikiem. Niżej po stokach północnych i południowych przebiegają wszystkie pozostałe szlaki idące na Kucałową Przełęcz.
 Jordanów – Bystra Podhalańska – Drobny Wierch – Judaszka – przełęcz Malinowe – Naroże – Soska – Krupówka – Urwanica – Okrąglica – Kucałowa Przełęcz. Suma podejść 830 m, suma zejść 170 m, czas przejścia 5 godz., z powrotem 4 godz. 15 min.

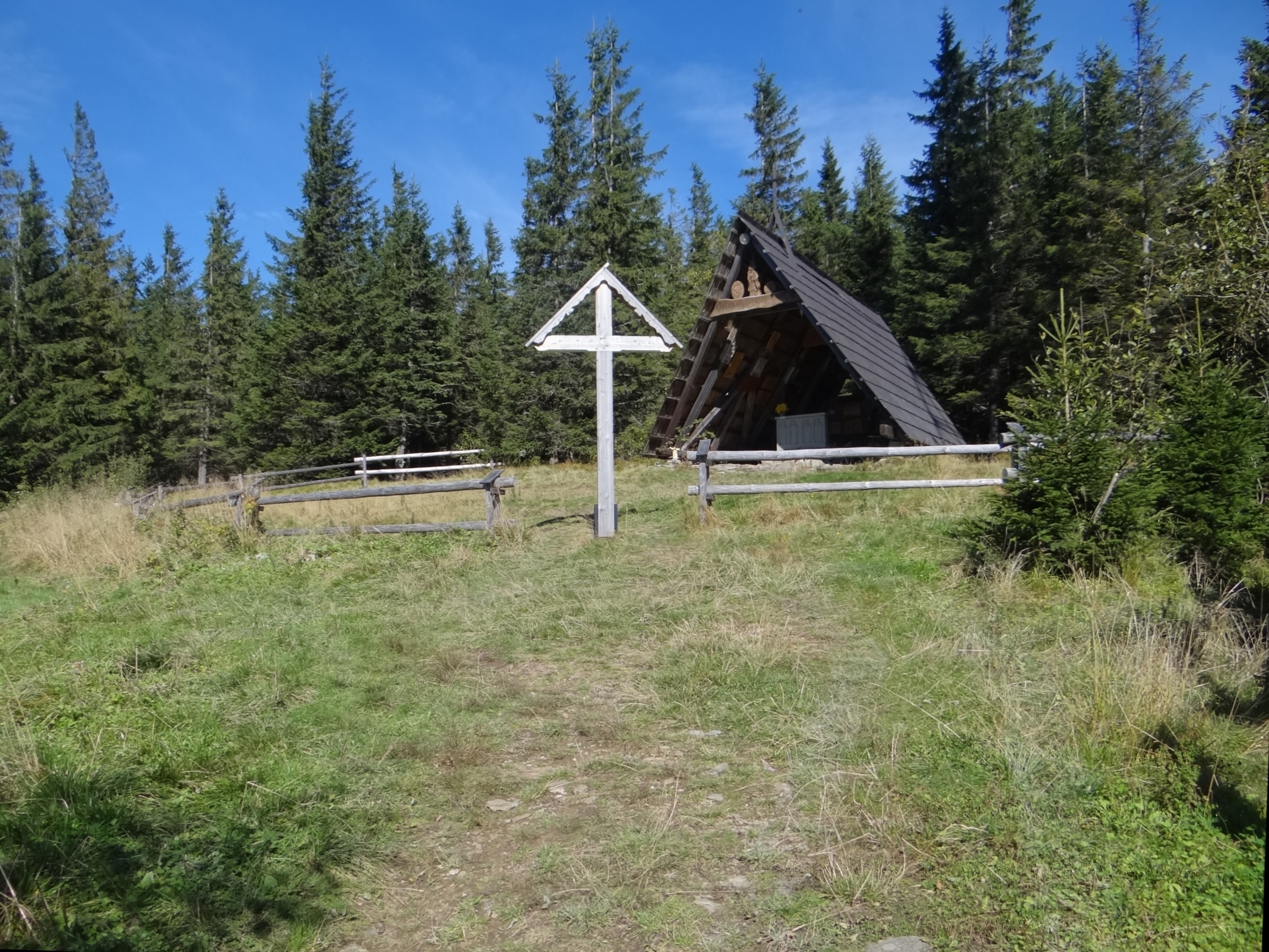
Kaplica pod szczytem Okrąglicy